# Delta Force: Black Hawk Down
Delta Force: Black Hawk Down est un jeu de tir à la première personne, un FPS développé par Novalogic sorti en 2004. Le jeu se déroule durant la période où les forces américaines étaient en Somalie Le jeu compte une quinzaine de missions principales, inspiré des interventions de la 10e division de montagne, du 75th Ranger Regiment et de la Delta Force lors de l’opération Restore Hope in Somalia et l'Opération Gothic Serpent. Il y a une 16e mission qui est une mission bonus.

## Système de jeu

### Missions
Les missions de la première partie consistent pour la plupart à détruire des entrepôts ou des postes de radio du clan "Habr Gadir".
La deuxième partie, elle, retrace l'activité de la Delta Force durant la Bataille de Mogadiscio. Il y a une seizième mission du nom de "Trouver Aïdid"
Le jeu dispose d'un "Mission Editor" permettant de créer ses propres missions.

### Armes
| Armes principales | M16, Colt CAR-15, MP5, M21, M24, MCRT .300 Tactical, Barrett M82, FN MAG, M60, FN Minimi. Certaines armes sont équipés d'un lance grenade M203                        |
| Armes secondaires | Beretta 92, Colt 45, Shotgun |
| Explosifs         | Claymore, AT4, C-4. |
| Mitrailleuses     | Le jeu compte 2 mitrailleuses comme le Minigun sur les UH-60 Black Hawk et le Browning M2 sur les Humvees, sur des véhicules ennemis, ou parfois même sur un trépied. |

## Accueil
- Jeux Vidéo Magazine : 15/20[1]
- Jeuxvideo.com : 14/20[2]

## Team Sabre
Team Sabre est un add-on De Delta Force: B.H.D ajoutant deux autres campagnes (Colombie et Iran) et les armes suivantes :
G36, G3, PSG-1. Ces armes sont aussi utilisables de la campagne du jeu original si Team Sabre est installé.